# Marta Martín Llaguno
Marta Martín Llaguno (Alicante, 14 de julio de 1972) es una catedrática de universidad y política española. De enero de 2016 a marzo de 2021 fue diputada de Ciudadanos en el Congreso de los Diputados por Alicante. Anunció su renuncia al acta de diputada el 18 de marzo de 2021. En la XII legislatura fue Portavoz de la Comisión de Educación y Deporte y portavoz adjunta de la Comisión de Igualdad.

## Biografía
Es licenciada y doctora en Ciencias de la Información por la Universidad de Navarra, con una tesis doctoral que versaba sobre el tratamiento del SIDA en la prensa.
Su carrera profesional comienza en 1998, cuando se incorpora como profesora a la Universidad de Alicante, donde es profesora Catedrática de deontología publicitaria y teoría general de la información del área de comunicación audiovisual y publicidad. En esa misma universidad llegó a ser vicedecana de estudios y relaciones internacionales de la Facultat de Económicas y Empresariales.
Además, ha sido profesora visitante en la Universidad Católica de Buenos Aires y en la Universidad Austral (Argentina), en la IESE Business School, en la Zicklin School of Business del Baruch College de Nueva York y en la Universidad de Piura (Perú).
Como investigadora, ha colaborado con centros como la IESE Business School y la City University of New York.

## Carrera política
Marta Martín inicia su carrera política en UPyD, partido con el que concurrió a las Elecciones Europeas del 2014 como número 15, y que abandonó en febrero de 2015 por desavenencias con la cúpula de la formación magenta para unirse a Ciudadanos, donde ya se encontraban viejos compañeros de partido.
En julio de 2015, Martín solicitó una dispensa a la ejecutiva del partido de Albert Rivera para poder presentarse a las primarias y liderar la lista de la formación naranja al Congreso de los Diputados por Alicante. Martín fue la única en reunir todos los avales necesarios y, en agosto de 2015, fue proclamada candidata.
Tras la celebración de las elecciones generales del 20 de diciembre de 2015, Marta Martín fue elegida diputada y, posteriormente, portavoz adjunta del grupo parlamentario de Ciudadanos en el Congreso de los Diputados.
En la XII legislatura fue vocal suplente de la diputación permanente, Portavoz de la Comisión de Educación y Deporte y portavoz adjunta de la Comisión de Igualdad.
Marta Martin fue portavoz en la XIV legislatura de las comisiones de Educación, Universidad, Ciencia, Exteriores, Cooperación y UE y ponente de Brexit y la Lomloe. Realizó más del 25% de las iniciativas de su grupo y ha estado siempre entre las diputadas más activas
Recientemente, Marta Martín anunció que presentaba su renuncia al escaño en el Congreso de los Diputados por su voluntad "de cumplir sus compromisos éticos" en cumplimiento de la Carta Ética del partido. "Espero que los que se quedan cumplan el compromiso que me han dado. Que ese escaño no sirva jamás para dar alas ni a nacionalismo ni a la corrupción" sostuvo.  Asimismo advertía de que "no sé si puede considerar tránsfugas a quienes se han ido. Yo los llamaría huérfanos".
El siguiente en la lista electoral por Alicante para asumir su escaño es Juan Ignacio López Bas.